# Concept essentiellement contesté
Le terme de concept essentiellement controversé (essentially contested concept) a été introduit par Walter Bryce Gallie dans un article remis le 12 mars 1956 à la Société Aristotélicienne (en) pour faciliter la compréhension des différentes applications ou interprétations des notions abstraites, qualitatives et évaluatives  – telles que « art » et « justice sociale » - utilisées dans les domaines de l'esthétique, de la philosophie politique, de la philosophie de l'histoire et de la philosophie de la religion.
Garver (1978) décrit leur utilisation comme suit :
Le terme de concepts essentiellement controversés donne un nom à une situation problématique que beaucoup de gens reconnaissent : à savoir que dans certains types de discussions, il y a une diversité de significations employées pour les termes clés dans une argumentation, et il y a une impression selon laquelle le dogmatisme (« Ma réponse est juste et tous les autres ont tort »), le scepticisme (« toutes les réponses sont également vraies (ou fausses), tout le monde a le droit à sa propre vérité ») et l'éclectisme (« Chaque signification donne une vue partielle donc le plus de significations est le mieux ») ne sont aucun d'entre eux l'attitude appropriée envers cette diversité de significations.
Les concepts essentiellement controversés impliquent qu'il y ait un large accord sur un concept (par exemple, la « justice »), mais pas sur la meilleure réalisation de celui-ci. 
Ce sont « les concepts dont l'usage approprié entraîne inévitablement des disputes sans fin sur leurs usages appropriés de la part de leurs utilisateurs », et ces différends « ne peuvent être réglés par le recours à des preuves empiriques, l'usage linguistique, ou les canons de la seule logique » .

## Identifier la présence d'un différend
Bien que le terme de Gallie soit largement utilisé pour désigner l'usage imprécis de la terminologie technique, il a une application bien plus spécifique. Et bien que la notion puisse être trompeuse et évasivement utilisée pour justifier « l'accord sur le désaccord» [7], le terme offre quelque chose de plus précieux :
Depuis son introduction par Gallie en 1956, l'expression « concept essentiellement controversé » a été traitée à la fois comme un défi et comme une excuse par les théoriciens sociaux. Elle a été traitée comme un défi en ce que les théoriciens considèrent que leurs usages des termes et des concepts sont en concurrence avec les usages préconisés par les autres théoriciens, chaque théoricien essayant d'être considéré comme le champion. Elle a été considérée comme une excuse en ce que, plutôt que de reconnaître que l'échec à parvenir à un accord est dû à des facteurs tels que l'imprécision, l'ignorance ou l'agressivité, les théoriciens désignent les termes et les concepts litigieux et insistent sur le fait qu'ils sont toujours ouverts à la controverse – qu'ils sont des termes et des concepts sur lesquels nous ne pouvons jamais espérer parvenir à un accord [8].
Les différends qui présentent un concept essentiellement controversé sont entraînés par des désaccords de fond couvrant une gamme de différentes interprétations tout à fait raisonnables (bien que, peut-être, erronées) d'une notion archétypique au sujet de laquelle il y a accord – telle la règle de droit « traite semblablement les cas semblables ; traite différemment les cas différents » – avec « chaque partie [continuant] de défendre son cas avec ce qu'elle prétend être des arguments convaincants, des preuves et d'autres formes de justification » [9].
Gallie parle de la façon dont l'énoncé « Ce tableau est peint à l'huile » peut être contesté avec succès, si le travail est effectivement peint à la tempéra, [10] tandis que « Cette photo est une œuvre d'art » peut rencontrer une forte opposition en raison de différends sur ce que « œuvre d'art » dénote. Il suggère trois pistes selon laquelle on pourrait résoudre les litiges examinés :
1. Découvrir une nouvelle signification de « œuvre d'art » à laquelle toutes les parties en conflit pourraient donner leur accord.
2. Convaincre toutes les parties en conflit à se conformer à un sens.
3. Déclarer qu'une « œuvre d'art » renvoie à un certain nombre de concepts différents qui utilisent tous le même nom.

Sinon, le différend se centre probablement sur la polysémie [11]. Ici, un certain nombre de questions fondamentales doivent être posées :
- Est-ce que le terme été incorrectement utilisé, comme dans le cas d'erreur consistant à utiliser « décimé » pour « dévasté » (catachrèse) ? [12]
- Deux ou plusieurs concepts différents se partagent-ils le même mot, comme dans le cas de ear, bank, sound, corn, scale, etc. (homonymie) ? [13]
- Y a-t-il un réel différend sur l'application correcte de ce terme qui, en fait, peut être résolu ?
- Ou a-t-on vraiment affaire à un terme qui est un concept essentiellement controversé ?

### Controversé ou controversable ?
Clarke (qui est Clarke ??) a apporté une contribution précieuse au débat général en suggérant que, pour déterminer si un différend particulier est la conséquence d'une vraie polysémie ou bien d'une homonymie accidentelle, on doit chercher à «localiser la source du litige".
Cette source peut être « dans le concept lui-même », ou « [dans] un désaccord ne portant pas sur les concepts entre les participants». [14]
Clarke a ensuite attiré l'attention sur les différences substantielles entre les expressions «essentiellement controversé» (contested) et «essentiellement controversable» (contestable), qui ont été largement utilisées dans la littérature comme si elles étaient interchangeables.
Clarke a fait valoir qu'affirmer qu'un concept est simplement controversé (contested) revient à « attribuer une importance à la controverse [contest] plutôt qu'au concept ». Alors qu'affirmer que le concept est controversable (contestable) revient à « attribuer une partie de la controverse au concept". En d'autres termes, c'est "affirmer que certaines caractéristiques ou propriétés du concept font qu'il est polysémique, et que le concept contient un conflit interne entre idées", et c'est ce fait qui produit le « concept essentiellement controversé » avec son potentiel inhérent à « générer des différends ». [15]

## Caractéristiques
En 1956, Gallie a proposé une série de sept conditions pour l'existence d'un concept essentiellement controversé [16]. Gallie a été très précis sur les limites de son entreprise : elle s'occupait exclusivement des notions abstraites et qualitatives, comme l'art, la religion, la science, la démocratie et la justice sociale [17] (et en comparant les choix de Gallie avec des concepts perçus négativement tels que le mal, la maladie, la superstition, etc., il apparaît clairement que les concepts qu'il a choisi sont exclusivement perçus positivement).
Freeden remarque que « tous les concepts essentiellement controversés ne signifient pas des réalisations valorisées, ils peuvent également signifier des phénomènes désapprouvés et dénigrés » [18] et Gerring [19] nous demande d'imaginer à quel point ce serait difficile d'"élaborer des définitions de l'esclavage, du fascisme, du terrorisme, ou du génocide sans recourir à des attributs « péjoratifs » ».
Ces caractéristiques distinguent les "concepts essentiellement controversés" de Gallie d'autres "dont on peut montrer, au terme d'une analyse ou de l'expérience, qu'ils sont confus au plus haut point"; [20] ou, comme Gray [21] l'aurait affirmé, ce sont les caractéristiques qui permettent de distinguer les « mots généraux, qui dénotent vraiment un concept essentiellement controversé» de ceux d'autres "mots généraux, dont les usages recèlent une diversité de concepts distincts": [22]
(1) Les concepts essentiellement controversés sont évaluatifs, et renferment des jugements de valeur [23].
(2) Les concepts essentiellement controversés dénotent des entités globalement évaluées qui ont un caractère intrinsèquement complexe. [24]
(3) L'évaluation doit se rapporter à l'entité intrinsèquement complexe dans son ensemble.
(4) Les différents éléments constitutifs de l'entité intrinsèquement complexe sont initialement diversement descriptibles.
(5) Les différents utilisateurs du concept attribueront souvent des ordres d'importance relative différents, des « poids » différents, et/ou des interprétations différentes à chacun de ces éléments constitutifs.
(6) Les causes psychologiques et sociologiques qui influencent dans une certaine mesure toute considération particulière sont les suivantes :
(a) saillant pour un individu donné,
(b) considéré comme une plus forte raison par un individu que par un autre, et
(c) considérée comme une raison par un individu et non par l'autre. [25]
(7) Les concepts controversés sont ouverts [26] et vagues, et sont sujets à des modifications considérables à la lumière des circonstances changeantes. [27]
(8) Ces modifications ultérieures ne peuvent être ni prédites ni prescrites à l'avance.
(9) Alors que, par stipulation expresse de Gallie, il n'y a pas de meilleure instanciation d'un concept essentiellement controversé - ou, du moins, aucune qui soit connue comme étant la meilleure - il est également évident que certaines instanciations seront considérées  comme meilleures d'autres ; [28] et, en outre, même si une instanciation particulière semble être à un moment donné la meilleure, il y a toujours la possibilité qu'une nouvelle meilleure instanciation surgisse à l'avenir. [29]
(10) Chaque partie sait et reconnaît que sa propre utilisation/interprétation particulièredu concept est contestée par d'autres qui, de leur côté, sont d'un avis différent et tout à fait incompatible. [30]
(11) Chaque partie doit (au moins dans une certaine mesure) comprendre les critères sur lesquels les opinions (refusées) des autres participants sont fondées.
(12) Les différends centrés sur des concepts essentiellement controversés :
(a) sont «parfaitement authentiques»,
(b) "ne peuvent être réglés par l'argumentation", [31] et
(c) sont « malgré tout soutenues par des arguments et des éléments de preuve tout à fait respectables ». [32]
(13) L'usage que fait chaque partie de sa propre utilisation/interprétation particulière est motivée par un besoin de 'faire respecter' sa propre utilisation/interprétation particulière (considérée comme correcte, appropriée et supérieure) contre celles de tous les autres utilisateurs (considérées comme fausses, inappropriées et irrationnelles).
(14) Étant donné que l'usage d'un concept essentiellement contesté est toujours l'application d'un usage contre toutes les autres usages, tout usage est intentionnellement agressif et défensif.
(15) Étant donné qu'il est essentiellement controversé, plutôt que «radicalement confus », le recours permanent à un concept essentiellement controversé est justifié par le fait qu'en dépit de leur dispute en cours, tous les concurrents reconnaissent que le concept controversé est dérivé d'un modèle unique commun. [33]
(16) le recours permanent au concept essentiellement controversé contribue également à soutenir et à développer notre compréhension du (ou des) modèle(s) originaux du concept.

## Concepts et conceptions
Des universitaires tels que Hart, Rawls, Dworkin, et Lukes ont amélioré de manières diverses la proposition de Gallie en avançant que certaines des difficultés rencontrées avec la proposition de Gallie pourraient être la conséquence d'une confusion involontaire entre deux domaines distincts que le terme « concept » associe :
(a) les concepts (les abstraits, les notions idéelles elles-mêmes), et
(b) les conceptions (les instanciations particulières, ou réalisations de ces notions idéelles et abstraites).
Hart (1961), Rawls (1971), Dworkin (1972), et Lukes (1974) distinguent, pour l'essentiel, entre l' "unité" d'une notion et la "multiplicité" de ses instanciations possibles.
La lecture de leurs travaux permet facilement de comprendre que le problème consiste à déterminer s'il y a une notion unique qui a un certain nombre d'instanciations différentes, ou plusieurs notions, chacune d'entre elles se traduisant par une utilisation différente.
Dans une section de son article de 1972 dans Le New York Review of Books, Dworkin a employé l'exemple de la "justice" pour isoler et élaborer la différence entre un concept ( suum cuique) et sa conception (instanciations variées, par exemple celle de l'éthique utilitariste) 
Il propose au lecteur de supposer qu'il a demandé à ses enfants de ne pas traiter les autres "injustement" et nous demande de reconnaître que, alors qu'il avait sans doute des "exemples" particuliers (des sortes de conduite dont il avait l'intention de décourager ses enfants) à l'esprit au moment où il parlait à ses enfants, ce qu'il a signifié quand il a émis de telles instructions ne se limitait pas à ces "exemples", pour deux raisons:
1. "Je m'attends à ce que mes enfants appliquent mes instructions à des situations auxquelles je n'avais pas et ne pouvait pas avoir pensé."
2. "Je suis prêt à admettre que tout acte particulier, que je pensais être juste quand j'ai parlé était en fait injuste, ou vice-versa, si l'un de mes enfants est en mesure de me convaincre de cela plus tard."
Dworkin soutient que cet aveu d'erreur n'entraînerait aucun "changement" de ses instructions originales, parce que la vraie signification de ses instructions était qu'"[il] entendait que sa famille soit guidée par le concept de justice, et non pas par une conception spécifique de la justice [qu'il] aurait pu avoir à l'esprit». Par conséquent, soutient-il, ses instructions couvrent en fait ces nouveaux cas.
Creusant ce qu'il considère être la "distinction capitale" entre le concept général de justice et la conception particulière et spécifique de la justice, il nous demande d'imaginer un groupe dont les membres partagent le point de vue d'après lequel certains actes sont injustes.
Les membres de ce groupe "s'accordent sur un grand nombre de cas typiques d'injustice et les utilisent comme points de repère pour tester d'autres cas plus controversés".
Dans ces circonstances, dit Dworkin, "le groupe dispose d'un concept d'injustice, et ses membres peuvent faire appel à ce concept dans l'enseignement morale ou la discussion." (nous soulignons)
Les membres du groupe peuvent toutefois persister à n'être pas d'accord sur un grand nombre de ces "cas controversés", et des différences de ce genre montrent que les membres ont (ou se basent sur) des théories complètement différentes des raisons pour lesquelles les "cas standards" sont bien d'authentiques actes d'"injustice".
Et, parce que chacun considère que certains principes "[qui] doivent être invoqués pour montrer qu'une répartition ou attribution particulière est injuste" sont loin d'être des principes plus fondamentaux que certains autres principes, on peut dire que les membres du groupe ont différentes conceptions de la "justice".
Par conséquent, ceux qui dans cette communauté sont chargés des "instructions", et ceux qui sont chargés d'établir les normes de justice, peuvent faire l'une ou l'autre de ces deux choses:
1. En appeler au concept de « justice », en exigeant que les autres agissent" justement ".
Dans ce cas, ceux qui enseignent d'agir "justement" sont chargés "d'élaborer et d'appliquer leur propre conception de la justice aux cas controversés qui surviennent".